# Andrejs Štolcers
Andrejs Štolcers   (Riga, 8 de juliol de 1974) és un exfutbolista letó de la dècada de 1990 i entrenador.
Fou 81 cops internacional amb la selecció de Letònia.
Pel que fa a clubs, defensà els colors de Shakhtar Donetsk i Fulham.